# Hogback Mountain
Ne doit pas être confondu avec Mont Hog's Back.
Hogback Mountain est un sommet des montagnes Blue Ridge, aux États-Unis. Il culmine à 1 059 mètres d'altitude à la frontière du comté de Rappahannock et du comté de Warren, en Virginie. Protégé au sein du parc national de Shenandoah, il est couronné par une antenne radioélectrique. On l'atteint par le sentier des Appalaches, lequel croise la Skyline Drive à peu de distance.